# Анненкова, Стефания Петровна
Анненкова Стефания Петровна (25 января 1923, Рогозно, Львовское воеводство — 8 февраля 1980, Кривой Рог, Днепропетровская область) — советская театральная актриса. Заслуженная артистка УССР (1966).

## Биография
Родилась 25 января 1923 года в селе Рогозно (ныне в Яворовском районе Львовской области).
В 1944 году окончила студию при Львовском украинском драматическом театре имени М. Заньковецкой, где затем работала в 1944—1949 годах.
В 1949—1958 годах работала в театрах Хабаровска, в 1958—1960 годах — Прокопьевска, в 1960—1961 годах — Павлодара.
В 1961—1980 годах выступала на сцене Криворожского русского театра драмы и музыкальной комедии имени Т. Шевченко. Член театрального общества.
Умерла 8 февраля 1980 года в Кривом Роге.

## Творчество
Воплотила ряд театральных ролей.
- Мадам Энно («На рассвете» О. Сандлера);
- Евгения («На бойком месте» А. Островского);
- Комиссар («Оптимистическая трагедия» В. Вишневского);
- Анна («Судьба Анны» С. Тоболкина);
- Антигона («Антигона» Софокла).

## Награды
- Заслуженная артистка УССР (1966).